# Малабарська незалежна сирійська церква
Малаба́рська незале́жна сирі́йська це́рква, також відома як Це́рква То́жіюр, є християнською церквою із центром у штаті Керала, Індія. Це одна з церков християнської громади Святого Томи, яка веде свій початок від євангельської діяльності Томи в І столітті.
Ця група відокремилася від основної частини індійської церкви Маланкари в 1772 р. і була затверджена як незалежна церква з нинішньою назвою після високого вироку суду в 1862 р. Незважаючи на те, що церква є незалежною під парасолькою Маланкари, церковна віра та традиції є суворо східними православними, дотримуючись західно-сирійського обряду та послідовно використовуючи західний сирійський та малаяламський під час Священної Курбани (Qurbono Qadisho).
Сьогодні церква залишається невеликою, вона налічує близько 5000 членів,  та підтримує добрі стосунки з іншими маланкарськими церквами.

Діаграма, що показує історію поділів між християнами Святого Томи (натисніть, щоб збільшити).

## Історія
Християни Святого Томи ведуть своє походження від апостола Томи, який згідно з традицією прозелітизувався в Індії в 1 столітті. До VII століття вони були частиною Східної церкви з центром у Персії.  Вся громада залишалася єдиною до 17 століття, коли суперечки з португальським падуадо в Індії призвели до присяги на хресті Кунан 1653 року та поділу християн Св. Томи на католицькі та незалежні гілки.   Незалежна філія, відома як Маланкарська церква, зав'язала стосунки з Сирійською православною церквою в Антіохії. 
Однак відносини між сирійською православною ієрархією та корінним духовенством іноді були напруженими. У 1772 р. Єпископ Мар Грегоріос, представник сирійської православної ієрархії з Близького Сходу, став невдоволений тим, як митрополит Мар Діонісій I поводився з ним. Всупереч бажанням Діонісія, Григорій посвятив єпископом провідного дисидента, ченця Каттумангатта Курієна, таємною, але канонічно законною церемонією. Новий єпископ взяв ім'я Мар Кирило (Коорілос), і його було призначено єдиним спадкоємцем Григорія. 
Кирило претендував на владу над парафіями Кочіна і спочатку отримав підтримку раджі Кочіна. Однак Діоніс розглядав його як загрозу для своєї влади, і в 1774 р. Він звернувся до раджі та до британської влади в Індії з метою придушення єпископа-суперника.   Кирило виїхав у Тожійоор, штат Керала, поза межами їх юрисдикції, і встановив, що стане незалежною церквою.  Це була перша з кількох груп, яка відокремилася від Маланкарської церкви. 
Церква Кирила завжди була невеликою, але зберігала стабільність, залучаючи відданих священиків та підкреслюючи регулярність церковного ладу. У 1794 р. Кирило висвятив свого брата Геваргезе на єпископа; У 1802 р. Геварґезе змінив Кирила, як Мар Кирила II, і відтоді спадкоємність триває безперервно. 
В результаті судової справи 1862 р. Вищий суд Мадрасу підтвердив, що церква Тожіюр була незалежною церквою Маланкари, і згодом вона стала відомою як Малабарська незалежна сирійська церква. 

## Екуменічні відносини
Малабарська незалежна сирійська церква підтримує хороші стосунки з іншими маланкарськими церквами, особливо свої стосунки з сирійською церквою Мартоми. Незважаючи на свої невеликі розміри, це справило значний вплив на історію християнської громади Святого Томи. Кілька разів єпископи Тозіюра втручалися, щоб посвятити єпископів для інших церков, коли єпископська спадкоємність, а отже і самі церкви, опинилися в небезпеці.  Мар Філоксенос II Кіданган (1811–1829) з церкви Тожіюр висвятив трьох єпископів-послідовників в єдиній Маланкарській церкві: Мара Діонісія II 22 березня 1816 р., Мара Діонісія III 19 жовтня 1817 р. Та Мар Діонісія IV 27 серпня 1825 р.  У 1894 році Мар Афанасій та Мар Курілоза V освятили Тита I Мар Тому для реформованих сирійців, пізніше відому як Церква Мар Мар Томи. У наступних випадках, коли митрополит Тожіюр помер, не посвятивши наступника, митрополит та єпископи церкви Мар Тома здійснювали освячення. До цього часу єпископи Тожіюра брали участь у всіх єпископських свяченнях церкви Мар Тома.
Незалежна сирійська церква Малабар є членом Християнської конференції Азії, Ради Церков в Індії та Ради Церков Керали. Інші екуменічні зв'язки були розвинені, не в останню чергу, з Англіканською та Лютеранською Церквами. Цьому сприяла група підтримки, що базується в Англії, яка є зареєстрованою благодійною організацією.  У 1998 та 2008 роках митрополити Церкви Тожіюр були екуменічними спостерігачами на Ламбетській конференції англіканських єпископів. У липні 2006 р. Мар Курілозе IX та Мар Базиліос I брали участь у якості співсвятителя в єпископській хіротонії Пола Ханта та Джона Фенвіка на єпископи Вільної Англійської Церкви.  

## Митрополити
Митрополити Малабарської незалежної сирійської церкви:
- Авраам Мар Курілос I (1772–1802)
- Джіваргезе Мар Курілосе II (1802-1808)
- Джозеф Мар Еваніос (1807 лише 6 місяців)
- Захарія Мар Філексенос I (1807–1811)
- Геваргезе Мар Філексенос II (1811–1829)
- Джіваргезе Мар Курілосе III (1829–1856)
- Джозеф Мар Курілозе IV (1856–1888)
- Йосип Мар Афанасій I (1888–1898)
- Джіваргезе Мар Курілосе V (1898–1935)
- Куріакосе Мар Курілосе VI (1935–1947)
- Джіваргезе Мар Курілосе VII (1948–1967)
- Паулоза Мар Філексенос III (1967–1977) (приєднався до Сиромаланкарської католицької церкви та замінив)
- Метьюз Мар Курілозе VIII (1978–1986)
- Джозеф Мар Курілозе IX (1986-2001)
- Кирило Мар Базеліос I (2001-сьогодні)

## Установи

### Парафії
- Соборна церква Святого Георгія, Тожіюр, Тріссур, штат Керала.
- Церква Святого Георгія, Перамбур, Кукс- Роуд, Ченнаї, Тамілнад.
- Церква св.Томи, Куннамкулам, Гураваюр-роуд, Тріссур Дт.
- Церква Святого Георгія, Каріккад, Тріссур, штат Керала.
- Церква Мар Курілосе, Кораттікара, Тріссур, штат Керала.
- Церква св. Адхая, Поркулам, Пажанджі, Тріссур, штат Керала.
- Церква Св. Марії, Пажанджі, Тріссур, штат Керала.
- Церква Святого Георгія, Калумпурам, Кадавалюр-Пост, Тріссур, штат Керала
- Церква Св Augin, в Chalissery, Palakkad Dt., Керала
- Церква Святої Марії, Perummannoor, Palakkad Dt., Керала
- Георгіївська церква, Peringod, Palakkad Dt., Керала
- Церква Бава Мар Курілосе, Ернакулам, штат Керала.
- Церква св. Георгія, Коімбаторе, Тамілнад.

### Каплиці
- Каплиця Святого Георгія, Акатіюр, Керала.
- Каплиця Мар Баханан, Анжуор Базар, Керала.
- Каплиця Сліба(Хрестовий меморіал), Thozhiyur, Thrissur Dt., Керала.
- Каплиця Мар-Курілосе Бава Оттапілаве (Тріссур) Dt., Керала
- Каплиця Святого Георгія Тірутіккад (Тріссур) Dt.,
- Каплиця Мар Курілосе, Бангалор, штат Карнатака.

### Школи
- Сирійський християнський UPS, Chalissery, Palakkad Dt., Керала.
- Сент-Джордж HSS, Thozhiyur, Thrissur Dt., Керала.
- Меморіал UPS Мар Курілосе, Поркулам, Пажанджі, Тріссур, штат Керала
- Школа CMUP, Thozhyoor, Thrissur Dt., Керала.

### Лікарня
- Міська лікарня Мар Курілозе, Анжур, Тожіюр, PO, Тріссур, штат Керала - 680 520. На даний момент закрито.

### Преса
- Сент-Томас Прес, Куннамкулам, Гуруваюр-роуд, Куннамкулам, Тріссур, штат Керала - 680503.

## Подальше читання
Нижче наведені твори на малаялам:
- Метью, Нью-Йорк (2007). Маланкара Мартома Сабха Чарітрам, (Історія церкви Мартоми), том 1. (2006) та том II (2007). Паб. EJInstitute, Тірувалла
- Кочумон, народний депутат, (1995) Парисудда Каттумангатте Бавамар. (Святі єпископи Каттумангатту) Паб. Більшість Преподобних Йосип Мар Курілосе митрополит.
- Поркулам, AKC. (2003) Parisudha Kattumangatte Bavamar Thiruvachanathiludey. (Єпископи св. Каттумангатту через Біблію), Тріссур.
- Варугезе, Преподобний KC, (1972). Малабар Суатхантра Сур'яні Сабхюде Чарітрам (Історія незалежної церкви Маланкар Сур'яні)